# 크툴루

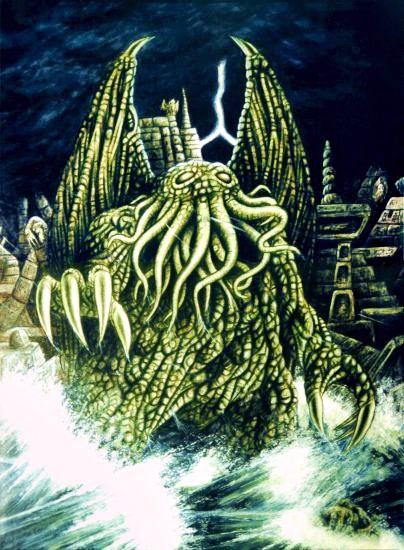
크툴루의 상상도.

크툴루(Cthulhu, 혹은 Tulu, Cthulu)는 크툴루 신화의 만신전 가운데 한 자리를 차지한 가상의 존재이다. 이름은 다양하게 발음되지만 한국어권에서는 보통 ‘크툴루’로 불린다. 하워드 필립스 러브크래프트에 따르면, 이 이름은 인간이 발음할 수 없는 고대의 외계 언어로 된 이름이며, 러브크래프트는 크훌'흐루(KHUL'HLOO)가 본 발음에 가까울 것이라고 기록했다. 크툴루는 남태평양에 가라앉은 도시 르'리에(R'lyeh)의 지배자로, 깨어남과 함께 세계에 재앙을 가져올 사악한 신적인 존재이다.
물리적으로 크툴루는 퉁퉁 부은 인간형의 모습에 녹색 피부를 갖고 있다. 머리는 문어처럼 생겼고, 턱은 촉수로 둘러싸여 있다. 두 개의 박쥐 날개 같은 것이 등에 달려 있으며, 피부는 흐늘흐늘하고 점액질이다. 크툴루의 크기는 알려지지 않았는데, 일부는 키를 얼마든지 늘이고 줄일 수 있다고도 한다. 러브크래프트에 따르면:
"조금 터무니 없는 나의 상상력이 문어와, 용과, 희화화 된 인간이 동시에 존재하는 그림을 내어놓는다고 말하면, 나는 그 본질에 충실했다고 할 수 없을 것이다. 끈적끈적하고 촉수로 뒤덮인 머리가, 흔적만 남은 날개가 달린, 기괴하고 비늘로 싸인 몸통 위로 솟아 있었다. 하지만 그것은 깜짝 놀랄 정도로 무시무시한 전체에 대한 대략적인 윤곽에 지나지 않았다. 그 형체 너머에서는 거석 건축물들이 희미하게 모습을 드러내고 있었다..." - H.P. Lovecraft, 〈크툴루의 부름〉
크툴루는 아래 《네크로노미콘》으로부터의 인용구와,
죽지 않은 그것은 영원을 존재할 수 있으나
기묘한 영겁 속에서는 죽음마저 죽을 지 모른다.
“ph'nglui mglw'nafh Cthulhu R'lyeh wgah'nagl fhtagn”, 번역하면 “르'리에의 그의 집에서 죽은 크툴후가 꿈꾸며 기다린다”라는 말에서 확인된다.
어거스트 덜레스가 이름붙인 이후로 러브크래프트와 그 후배들의 저작들이 ‘크툴루 신화’라는 이름을 붙이고 있긴 하지만, 실제로 크툴루는 러브크래프트의 만신전 중에서 그나마 덜 끔찍한 존재 중 하나이며, 〈크툴루의 부름〉 외의 다른 저작에서는 모습을 드러내지 않는다. 현재 크툴루와 크툴루 신화에 대한 것은 러브크래프트의 원작 컨셉과 많이 달라진 경향이 있다.
어거스트 덜레스의 단편들에 등장하는 크툴루는 신화 속의 신적인 존재 중 가장 강력하지도 않고, 신들의 왕도 아니다. 다른 많은 존재처럼 크툴루는 수세기를 이어온 비밀 종교에서 숭배되었고, 소설상 현재 다른 존재들의 신자보다 널리 퍼져 있고 많은 새 신도를 영입하고 있다. 크툴루 자신은 계속 르'리에에서 꿈을 꾸며 잠들어 있지만 그의 숭배자들은 그 이름을 걸고 계속 활동중이다. 이 크툴루 신도들의 비밀스런 행동은 크툴루 신화를 배경으로 한 많은 이야기에서 중요한 역할을 하며, 크툴루는 그들을 이용해 간접적인 영향을 계속 미친다.

## 같이 보기
- 크툴루 신화